# Beigangs Internationale Musikfestival
Beigangs Internationale Musikfestival (på kinesisk: 北港國際音樂文化藝術節), er et projekt etableret af Beigang Philharmonic Association (på kinesisk: 雲林縣北港愛樂協會) og foregår i Beigang, Yunlin County, Taiwan. Fra første færd i 2006 er festivalen vokset og har udviklet sig til nu at være den største internationale musik festival i Yunlin County. Festivalen består af en serie koncerter, hovedsagligt musik for blæseinstrumenter (både solo, kammermusik og blæserorkester), og et pædagogisk program i samarbejde med Chia-Hu Konservatoriet (på kinesisk: 陳家湖音樂學院). Ydermere organiserer festivalen et interkulturelt program for inviterede musikere fra forskellige lande. Kunstnerisk leder af Beigangs Internationale Musikfestival er pianisten Heinz Chen. 

## Beigang
Beigangs (på kinesisk: 北港) vartegn er templet som bærer navnet Chaotian Temple, et af de vigtigste templer for gudinden Mazu. Da de kulturelle tiltag i Beigang hidtil er foregået i forbindelse med helligedage, har Beigang Philharmonic Association dedikeret sit virke til at forbedre den musikalske uddannelse, foruden koncert virksomheden i Beigang. Størstedelen af festivalens aktiviteter foregår i centrum af byen. 

## Historie
I 2005 organiserede Beigang Philharmonic Association den første i rækken af Beigangs Internationale Musikfestival. Beigang Bläseorkester og elever fra Chia-Hu Konservatoriet stod for koncerterne, som foregik i Beigang. I 2006 blev Heinz Chen udpeget til kunstnerisk leder af festivalen, med den opgave at hæve festivalen op på et internationalt niveau. Dermed var Beigangs Internationale Musikfestival skabt. Siden da er festivalen blevet et tilløbsstykke lokalt blandt borgerne i Yunlin County, samt i medierne og blandt politikere. Blandt andre har politikeren Su Ji-Feng, Guvernør i Yunlin, hvert år siden 2005, besøgt festivalen. Desuden havde festivalen i 2007 besøg af rektor for ”Hochschule für Musik, Detmold”, Prof. Martin Christian Vogel.

## Koncept
Størstedelen af koncerterne finder sted i Beigang, og derudover foregår der koncerter i Douliu City. Disse begivenheder består af kunst musik (den såkaldte ”klassiske musik”). Adskillige koncerter med lettere underholdnings musik har også været populære indslag, som for eksempel frilufts koncerten ”Cultural Interaction night”, eller ”Club Concert”, koncerten som finder sted i en lokal restaurant. Festivalen sigter mod at udvikle stærke kulturelle udvekslinger mellem musikere fra forskellige lande. Den promoverer også musik for børn og publikum som er dedikerede til at opleve en bred vifte af klassisk, og andre relaterede typer musik. Heraf udspringer festivalens pædagogiske engagement, idet de internationale musikere deler deres kundskaber med elever fra Beigang. Deltagelse i koncerterne samt uddannelses programmet er gratis for besøgende, da festivalens organisation ønsker at dele musikken med alle interesserede, og desuden opfatter sig selv som en velgørenheds organisation.

## Sponsorer
Beigangs Internationale Musikfestival er støttet af Beigang by, Yunlin County og den nationale regerings kultur ministerium i Taipei. Instrumentmærker som Jupiter Band Instruments og Kawai, Beigangs vartegn Chaotian Temple og mange andre lokale firmaer og private sponsorer hjælper med at finansiere festivalen. I 2009 har Beigangs Internationale Musik Festival modtaget støtte fra Sibelius Akademiet, Finland.

## Mediedækning
The Epoch Times, det nationale ugeblad New Taiwan og lokale aviser og TV kanaler har promoveret Beigangs Internationale Musikfestival gennem deres dækning af begivenheden. Ydermere har den tyske avis Lippische Landes-Zeitung udgivet en artikel om festivalen i 2007. 

## Musikere
Følgende musikere har været inviterede siden 2006: 
- Lauri Bruins, klarinet
- Anita Farkas, fløjte
- Paz Aparicio García, saxofon
- Noémi Györi, fløjte
- Wilfried Stefan Hanslmeier, trækbasun
- Philipp Hutter, trompet
- Christina Jacobs, saxofon
- Anniina Karjalainen, trompet
- Sofia Kayaya, fløjte
- Mizuho Kojima, trækbasun, euphonium
- Zoltán Kövér, trompet
- Anna Krauja, sopran
- Paavo Maijala, piano
- Lauri Sallinen, klarinet
- Juuso Wallin, waldhorn

## Beigang Philharmonic Association
Festivalens hovedarrangør er Beigang Philharmonic Association. Medlemmerne af denne organisation arbejder ulønnet og på frivillig basis. 